# أليكس هيوز
أليكس هيوز (29 سبتمبر 1991 في المملكة المتحدة - ) (بالإنجليزية: Alex Hughes)‏ هو لاعب كريكت بريطاني. لعب مع نادي مقاطعة ديربيشاير للكريكت ‏ ونادي مقاطعة ستافوردشاير للكريكت ‏.

## وصلات خارجية
- أليكس هيوز على موقع إي آس بي آن كريك إنفو (الإنجليزية)